# Terra Indígena do Vale do Javari
A Terra Indígena do Vale do Javari é uma terra indígena localizada em quatro municípios no oeste do estado brasileiro do Amazonas (região norte do Brasil). Foi demarcada por decreto do presidente Fernando Henrique Cardoso em 2 de maio de 2001 (homologada em 2011). Ela é a segunda maior terra indígena do Brasil, perdendo apenas para a Terra Indígena Ianomâmi.
É habitada por diferentes povos indígenas, como os marubos, matsés, matis, kanamari, kulina. Também se encontram, dentro da reserva, quase vinte grupos isolados. De acordo com a "Coordenação Geral de Índios Isolados e Recém Contatados" da Fundação Nacional do Índio no Vale do Javari, há 19 registros de indígenas isolados reconhecidos na região. É a região que apresenta a maior densidade de povos indígenas isolados no mundo. Os diferentes grupos indígenas são representados pela União dos Povos Indígenas do Vale do Javari (Univaja).
Em 2007, os povos tradicionais, incluindo os indígenas, foram reconhecidas pelo Governo do Brasil, através da Política Nacional de Desenvolvimento Sustentável dos Povos e Comunidades Tradicionais (PNPCT), que tem o modo de vida ligado aos recursos naturais e ao meio ambiente de forma harmônica, além do uso comunitário da terra. Assim a constituição brasileira garante aos indígenas o direito a sua terra tradicional e o direito de proteção por parte do governo do Brasil. Esta área habitada do Hi-Merimã está registrada no CRI e na Secretaria de Patrimônio da União (SPU) via decreto s/n de 23/09/2005.

## Formação
O Vale do Javari é formado por: Igarapé Nauá; rio Itaquaí; igarapé Alerta; igarapé Inferno; rio Boia/Curuena; igarapé Lambança; rio Coari; rio Quixito; rio Esquerdo; igarapé São José.

## Distribuição municipal
Esta terra indígena ocupa a área de 8 544 mil hectares, distribuídos em quatro municípios do estado do Amazonas, na fronteira com o Peru:
| Município             | Área do município (ha) | TI no município (ha) | %     |
| --------------------- | ---------------------- | -------------------- | ----- |
| Atalaia do Norte      | 7 643.509,30           | 6 539.950,44         | 76,54 |
| Benjamin Constant     | 869 539,20             | 590 248,44           | 6,91  |
| Jutaí                 | 6 945.741,60           | 814 910,38           | 9,54  |
| São Paulo de Olivença | 1 965.850,20           | 624 963,76           | 7,31  |

## Organizações
Nesta área atuam as seguintes organizações:
- Articulação das Mulheres Marubo do Alto Rio Curuçá (AMMAC);
- Associação de Apoio a Saúde e Educação no Vale do Javari (ASASEVAJA);
- Associação de Desenvolvimento Comunitário do Povo Indígena Marubo do Rio Curuçá (ASDEC);
- Associação dos Kanamary do Vale do Javari (AKAVAJA);
- Associação dos Marubo do Médio Curuçá (Amas);
- Associação dos Matsés do Alto Jaquirana (AMAJA);
- Associação Indígena Matis (AIMA);
- Associação Marubo de São Salvador (AMASS)
- Associação Marubo de São Sebastião (AMAS);
- Mulheres Artesãs Indígenas do Vale do Javari (MAI);
- Organização das Aldeias Marubo do Rio Ituí (OAMI);
- Organização Geral dos Mayoruna (OGM), e;
- União dos Povos Indígenas do Vale do Javari (UNIVAJA).

## Etnias
Na TI do Javari vivem mais de 20 etnias: Isolados do Igarapé Alerta; Isolados do Igarapé Amburus; Isolados do Igarapé Cravo; Isolados do Igarapé Flecheira; Isolados do Igarapé Inferno; Isolados do Igarapé Lambança; Isolados do Igarapé Nauá; Isolados do Igarapé Pedro Lopes; Isolados do Igarapé São José; Isolados do Igarapé São Salvador; Isolados do Rio Jandiatuba; Isolados do Rio Bóia/Curuena; Isolados do Rio Coari; Isolados do Rio Esquerdo; Isolados do Rio Itaquaí; Isolados do Rio Pedra; Isolados do Rio Quixito; Korubo Isolados; korubo; kulina-pano; marubo; matis; matsés, kanamari, e; tsohom-dyapa ("povo-tucano” subgrupo kanamari no rios Jutaí e Itaqui, possivelmente os Isolados do Alto Rio Jutaí).

## Ameaças
O Vale do Javari registra uma alta taxa de suicídios (142 para cada 100 mil habitantes), mais do que qualquer outro lugar no Brasil. A região também sofre, atualmente, pressões predatórias de madeireiros, grileiros, caçadores e pescadores (tráfico de fauna), a ação de traficantes, e empresas de exploração de petróleo. Até 2018 a região sofreu 0,30% de desmatamento. E de acordo com o Instituto Nacional de Pesquisas Espaciais (INPE) através do Projeto Monitoramento da Floresta Amazônica Brasileira por Satélite (PRODES) até 2023 a a região sofreu 25225 hectares.
Essas diferentes atividades afetam a população indígena, mas também a fauna e flora local. A lucrativa pesca de peixes para exportação, a exploração da floresta, e o garimpo ilegal, se articulam com o narcotráfico, em uma região que cobre as fronteiras do Brasil, Peru e Colômbia, permitindo a lavagem de dinheiro e o financiamento para comprar e trazer drogas ao Brasil.
Em 2017, foi informado um massacre contra o povo Flecheiros, na região do rio Jandiatuba na TI do Vale do Javari possivelmente feito por garimpeiros na área criada para sua proteção, que está em investigação no Ministério Público Federal (MPF). Os possíveis assassinos foram descobertos porque uns garimpeiros espalharam o feito na cidade amazonense de São Paulo de Olivença portando artefatos desta tribo.

Em 2022, o indigenista brasileiro Bruno Pereira e o jornalista britânico Dom Phillips foram assassinados durante uma viagem pelo Vale do Javari. visitavam o Lago do Jaburu para entrevistar indígenas e ribeirinhos para um livro sobre a Amazônia. Mais tarde, com a expedição concluída, foram à comunidade São Rafael. Então o crime ocorreu no trajeto entre a comunidade e o município de Atalaia do Norte.